# Lachapelle-sous-Aubenas
Lachapelle-sous-Aubenas település Franciaországban, Ardèche megyében. Lakosainak száma 1840 fő (2022. január 1.). Lachapelle-sous-Aubenas Ailhon, Fons, Lanas, Saint-Sernin, Vinezac és Vogüé községekkel határos.

## Népesség
A település népességének változása:
| Lakosok száma | 511  | 840  | 1107 | 1381 | 1532 | 1559 | 1604 | 1657 | 1699 | 1840 |
|               | 1968 | 1982 | 1990 | 2006 | 2013 | 2015 | 2017 | 2019 | 2020 | 2022 |